# Elegant... and Dying
Elegant... and Dying, pubblicato nel giugno 2003 con la The End Records, è il terzo album della band symphonic/doom metal Virgin Black.

## Il disco
Al primo ascolto si resta stupiti dall'opener Adorned in Ashes, caratterizzata da un'epicità sinfonica e da sonorità doom, con London che utilizza il suo tipico timbro tenore; la traccia si conclude con un malinconico finale in pianoforte. Risulta invece ampiamente contaminata dall'elettronica la successiva Velvet Tongue, brano anti religiosità istituzionale, che invita invece ad una vita intima in Dio, senza intermediari. Musicalmente il brano muta spesso sonorità prossime al death e crolli doom. Una lunga scia di distorsione lega questo al successivo brano, And the Kiss of God's Mouth Part I, cui l'assolo di Samantha aleggia su un riff di tastiera. Segue And the Kiss of God's Mouth Part II, vivace, progressiva, solare eppur sinistra, in continuo sforzo ascendente. A questo punto le sonorià cambiano, incappando in polifonie neoclassiche, interpretazioni straziate e minimalismi, ma anche battute ipnotiche e riff empirei: il doom è solenne, i silenzi presenti nella composizione lo sono ancora di più; il brano descritto è Renaissance, il preludio per le successive composizioni. Segue The Everlasting, un brano in cui fluttua informe la descrizione dell'umana esperienza del Divino, un profluvio di situazioni sonore polimorfe quanto misteriche, che da sussurri, conturbante pathos, rarefazioni, distese iperuranie ed espressioni in gregoriano, sconfinano persino nel black, nell'epic, nel prog, in un duetto polifonia-tenore e nelle coralità serafiche nella narrazione. La seguente Cult of Crucifixion è caratterizzata dall'atmosfera grave e i bruschi passaggi death-doom lo rimarcano: canzone intricata, con fill percussionistici ma con continue implosioni ritmiche e cambi di umore repentini, dal violento al mistico, ad indicare il confuso smarrimento del post Evento. Segue la depressa e nervosa Beloved, e chiude la malinconica Our wings are Burning.

## Tracce
1. Adorned in Ashes
2. Velvet Tongue
3. And the Kiss of God's Mouth (Part I.)
4. And the Kiss of God's Mouth (Part II.)
5. Renaissance
6. The Everlasting
7. Cult of Crucifixion
8. Beloved
9. Our Wings Are Burning

## Formazione
Membri del gruppo
- Rowan London - voce, pianoforte, tastiere
- Samantha Escarbe - chitarra, violoncello
- Ian Miller - basso, voce
- Dino Cielo - batteria
- Craig Edis - chitarra, voce

Altri musicisti
- Sonia Wilkie - flauto
- Aaron Nicholls - basso